# Armoriale delle famiglie italiane (So-Sp)
Questo è l'armoriale delle famiglie italiane il cui cognome inizia con le lettere che vanno da So a Sp.

## Armi

### Soa
| Stemma | Casato e blasonatura |
| ------ | --- |
|        | Soardi o Suardi (Bergamo, Casalese) Titolo: signori di Calamandrana, Montiggio, Refrancore; consignori di Lazzarone Di rosso, al leone d'argento, con la testa e le zampe di sinistra d'oro, linguato di rosso, con il capo d'oro, all'aquila di nero alias Troncato, al 1° d'oro, all'aquila di nero, coronata del campo, al 2° di rosso, al leone, troncato d'oro e d'argento alias D'argento, al leone di rosso (citato in (23)) |
|        | Soardi (Fubine, Casale) Di rosso, al leone d'oro, con il capo del secondo, carico di un'aquila di nero Motto: Vim vi (citato in (23)) |
|        | Soardi o Suardi (Casale) Titolo: signori di Landiona D'oro, al leone di vaio (citato in (23)) |
|        | Soardi o Souard (Francia, Vigone, Torino) Troncato, d'oro, all'aquila di nero, e di rosso, al leone d'oro (citato in (23)) aquila di nero su oro - leone rampante di oro su rosso (citato in LEOM) Motto: Nemo |
|        | Soardi (Sabbio Chiese) troncato nel 1º al capo d'argento alla S maiuscola di nero sostenuta da due cervi d'oro al naturale; nel 2º fasciato a cinque pezzi d'oro e di rosso (citato in Piovanelli) |
|        | Soavi (Barge, Corticelle, M. d'Ongina, Carpeneto, Tortona) Titolo: conti, nobili consignori di Corticelle, Carpeneto e Tortona, signori di Barge (de Suavis) Partito di rosso e di verde; nel 1º a una torre al naturale, al 2º all'aquila di nero. (citato in GADFNI e in MOLF) Motto: Comites inter astra |

### Sob
| Stemma | Casato e blasonatura |
| ------ | --- |
|        | Sobrero (Torino) (la blasonatura non è stata ancora caricata) (citato in DAlena) colomba della pace sorante da un monte uscente dalla punta tutto al naturale su azzurro (citato in LEOM)   |
|        | Sobrero (Cavallermaggiore) Titolo: conti della Costa D'azzurro, alla colomba d'argento, tenente un ramoscello d'olivo nel becco, sorante da un monte, il tutto al naturale (citato in (23)) |

### Soc
| Stemma | Casato e blasonatura |
| ------ | --- |
|        | Soci o Soci del Lion Nero (Firenze) D'azzurro, al pino sradicato al naturale, fruttifero dello stesso, sormontato da tre stelle a otto punte d'oro ordinate in capo (citato in (19)) alias (DE) In Blau 1 naturfarbener Laubbaum, oben begleitet von 3 achtstrahligen goldenen Sternen balkenweise (citato in KHIF) |

### Sod
| Stemma | Casato e blasonatura |
| ------ | --- |
|        | Sodano (Cardinale Angelo - Segretario di Stato del Vaticano dal 1991 al 2006) ... |
|        | Soderini (Firenze) di rosso, a 3 massacri di cervo d'argento, 2 e 1 (citato in (2) – pag. 361, in (19) e in DAlena) (DE) In Rot 3 silberne Geweihe mit Grind, 2:1 gestellt (citato in KHIF) alias Di rosso, a tre massacri di cervo d'argento, 2.1, accompagnati in capo (o in cuore) dalle insegne pontificie (citato in (19)) (Immagine nella Raccolta stemmi Trippini (JPG).) alias Di rosso, a tre massacri di cervo d'argento, 2.1, accompagnati in cuore dallo scudetto rotondo dell'Impero (citato in (19)) alias Inquartato: nel 1° e 4° d'oro, all'aquila bicipite di nero; nel 2° e 3° di rosso, a tre massacri di cervo d'argento, 1.2 (citato in (19)) |
|        | Soderini (Firenze) Di rosso, a tre massacri di cervo d'argento, 2.1, accompagnati in cuore da un'aquila bicipite di nero coronata all'imperiale d'oro (Immagine nella Raccolta stemmi Trippini (JPG).) |
|        | Soderini (Toscana) (DE) In Rot 3 linksgewendete abgerissene silberne Löwenköpfe, 1:2 gestellt (citato in KHIF) |
|        | Soderini (Roma) 3 massacri di cervo di argento posti 2,1 su rosso - tiara accompagnata da 2 chiavi incrociate tutto di oro su rosso in capo - detto capo abbassato da un altro capo di argento caricato di una croce di rosso (citato in LEOM) |
|        | Soderini (Roma) (la blasonatura non è stata ancora caricata) (Immagine nell' Archivio Storico Capitolino (PDF) (archiviato dall'url originale il 4 marzo 2016).) |
|        | Sodogi (Pistoia) Bandato doppiomerlato di sei pezzi d'oro e d'azzurro (citato in (19)) |

### Soe
| Stemma | Casato e blasonatura |
| ------ | --- |
|        | Soelder (Merano) guerriero armato di tutte pezze in maestà vestito trinciato di oro e di nero tenente in destra una alabarda al naturale su rosso - fasciato di oro e di nero (4 pezzi) (citato in LEOM) |

### Sof
| Stemma | Casato e blasonatura |
| ------ | --- |
|        | Soffredi (Pistoia) Troncato d'argento e d'oro, a tre dadi d'argento marcati di nero, ordinati fra i quattro pendenti di un lambello di rosso, tanto nel primo come nel secondo (citato in (19)) |
|        | Sofio (Messina, Napoli) Titolo: nobili di Messina d'azzurro all'albero al naturale nella punta dello scudo, sostenuto a destra da un leone d'oro rivolto, sormontato da un'aquila d'argento (citato in (24)) D'azzurro, con l'albero al naturale movente dalla punta, addestrato da un leone rivolto d'oro, rampante contro il tronco, sormontato da un aquilone d'argento movente dall'angolo destro del capo (citato in (28)) albero al naturale uscente dalla punta accompagnato a sinistra da - leone rampante rivolto di oro detto albero sormontato da - aquila di argento tutto su azzurro (citato in LEOM) Notizie storiche in Famiglie nobili di Sicilia. |

### Sog
| Stemma | Casato e blasonatura |
| ------ | --- |
|        | Sogliani (Firenze) D'oro, a sei pere di verde, picciolate e fogliate dello stesso, 3.2.1 (citato in (19))                                                                                           |
|        | Sogliani (Toscana) (DE) 1 gezinnter Turm (citato in KHIF) |
|        | Sogno Rata del Vallino (Camandona, Torino) Titolo: nobili; conti D'azzurro, all'ariete passante d'argento, sormontato da tre stelle (6), d'oro, 2, 1 Motto: Toue est et n'est rien (citato in (23)) |

### Sol
| Stemma | Casato e blasonatura |
| ------ | --- |
|        | Sola (Milano, Ivrea) Titolo: consignori di Lessolo Di rosso, a tre suole di scarpa, di nero, alternate da tre stelle, d'oro, male ordinate, il tutto sormontato da tre soli, d'oro alias Di rosso, a tre suole di scarpa, di nero, 2, 1, sormontate da tre soli, d'oro alias D'argento, a una suola di scarpa, di nero, accompagnata da tre stelle (8), d'oro, 2, 1 alias D'argento, a tre suole di scarpa, di nero, con il capo d'oro, carico di un'aquila di nero alias D'argento, a tre suole di scarpa, di nero, 2, 1, le prime due alternate a tre soli d'oro, la terza accostata da tre stelle (8), d'oro, due ai fianchi, una in punta alias D'argento, a tre suole di scarpa, di nero, 2, 1, le due superiori alternate a tre soli, d'oro, in fascia, l'inferiore accompagnata da tre stelle (8), d'oro, 2, 1, con la bordura di rosso (citato in (23)) |
|        | Sola (Torino) Titolo: conti di Migliandolo; consignori di Piobesi D'azzurro, a tre suole d'argento, alternate e accompagnate da cinque stelle, d'oro, 3, 2 Motto: Sola virtus (citato in (23)) |
|        | Sola (Carmagnola) D'oro, a tre suole di nero, alternate e accompagnate da cinque stelle, d'argento, 3, 2 Motto: Sola virtus (citato in (23)) |
|        | Sola Cabiati (Milano) 3 suole di scarpa di nero poste 2,1 su argento - le 2 in alto accompagnate alternate a 3 soli di oro in fascia - la inferiore accompagnata da 3 stelle (8 raggi) di oro poste 2,1 - bordura di rosso (citato in LEOM) (la blasonatura non è stata ancora caricata) (Immagine nella Raccolta stemmi Topoguz.) |
|        | Solari (Asti) bandato d'oro, scaccato di tre file di rosso, e d'azzurro (Immagine nella Raccolta stemmi Trippini (JPG).) alias d'oro, a due bande d'azzurro (Immagine nella Raccolta stemmi Trippini (JPG).) |
|        | Solari o Solaro (Ovada) Troncato: nel 1° d'azzurro, all'aquila col volo abbassato di nero; nel 2° fusato di rosso e d'argento (citato in (34)) |
|        | Solari (Pesaro, Roma) 3 fasce ondate di oro su verde - torre di rosso su azzurro - aquila coronata di nero su oro in capo (citato in LEOM) |
|        | Solari (Pesaro, Roma) aquila al naturale rivolta coronata di oro su azzurro - torre posta di tre quarti merlata alla guelfa su ristretto di terreno tutto al naturale su oro - 3 fasce ondate di oro su azzurro (citato in LEOM) |
|        | Solaro bandeggiato: tre pezzi scaccati a tre file d'oro e di rosso, e tre pezzi d'azzurro (citato in (4) – Vol. III pag. 197) |
|        | Solaro (Asti) Titolo: marchese di Battifollo, Borgo S. Dalmazzo, Breglio, Chiusa di Pesio, Dogliani, Entraque, Oviglio, Villanova Solaro; conte di Bairols, Belvedere, Cantogno, Casalgrasso, Cavaglià, Cortandone, Favria, Govone, Macello, Monasterolo, Moretta, Torre S. Giorgio, Vazons, Villar del Varo; barone di Sarre con Chesalet, signori di Andoglio, Caraglio, Casasco, Castelvecchio, Cortazzone, Dubbione, Felizzano, Levaldigi, Moncucco, Motturone, Neive, Osasco, Oviglia, Pianfei, Pogliano, St. Vincent, S. Marzano, Santena, Stupinigi, Tigliole, Valdichiesa, Villanova d'Asti; consignore di Agliano, Baldissero, Bussolino, Cavallerleone, Cervere, Castelnuovo, Corneliano, Lisio, Mirabello, Monale, Moriondo, Ozegna, Priocca, S. Martino, S. Stefano Roero, Serralunga, Vernone, Vignale, Villafalletto Bandato, tre pezzi scaccati a tre file d'oro e di rosso e tre pezzi d'azzurro (citato in (23) e in (31)) Cimiero: un liocorno nascente d'argento Motto: Tel fiert qui ne tue pas                |
|        | Solaro (Ivrea) fanciulla in maestà nascente dalla punta tenente in sinistra una freccia posta in sbarra di colore non identificato su campo non identificato (citato in LEOM) |
|        | Solaro nome d'uso Solaro della Margherita Titolo: conte della Margarita in campo di azzurro tre bande scaccate di oro, e di rosso, di tre file (citato in (23) e in (31)) |
|        | Solaro del Borgo (Torino, Saluzzo, Roma, Ivrea) 3 bande scaccate di oro e di rosso (3file) su azzurro (citato in LEOM) |
|        | Solaroli (Novara, Torino) Titolo: baroni; marchesi di Briona Inquartato, al 1° di verde, a due fasce scaccate d'argento e di rosso, di due file di otto pezzi caduna, al 2° d'oro, rabescato con una leggenda in lingua indostanica Dyce Sombre Sovrano di Sirdanach, il tutto di nero, al 3° d'argento, al castello di Briona, con la bandiera viscontea, bifida e in banda, al naturale, al 4° d'azzurro, all'elefante d'argento, armato, con la proboscide e con le anella ai piedi, d'oro, gualdrappato di rosso, guernito d'oro e sostenente una torre, pure d'oro (citato in (23)) 2 fasce scaccate di argento e di rosso (2file) su verde - arabesco di oro su oro racchiudente il motto indostano in lettere maiuscole di nero "DUCE SOMBRE SOVRANO DI SIRDANACH" - castello di rosso cimato da una bandiera viscontea su terrazzo di verde uscente dalla punta su azzurro - elefante passante di argento gualdrappato di rosso cimato da una torre di oro tutto su azzurro (citato in LEOM) Motto: Virtus fortuna favente |
|        | Solbiate (la blasonatura non è stata ancora caricata) (citato in DAlena) |
|        | Soldani (Firenze) D'argento, alla banda diminuita di rosso, accostata da sei rose dello stesso ordinate tre per lato (citato in (19)) (DE) In Silber 1 roter Schrägbalken, beidseitig der Figur nach begleitet von je 3 roten Rosen (citato in KHIF) alias D'argento, alla banda diminuita di rosso, accostata da sei rose dello stesso ordinate in cinta (citato in (19)) banda di rosso accompagnata da - 6 rose dello stesso poste a destra in alto e a sinistra in basso in orlo tutto su argento (citato in LEOM) |
|        | Soldani Benzi (Montevarchi, Firenze) Inquartato: nel 1° d'argento, a due fasce alzate d'azzurro; nel 2° partito, a/ d'azzurro, al delfino guizzante in palo d'oro, b/ fasciato increspato d'azzurro e d'oro; nel 3° d'azzurro, a tre fasce d'oro caricata ciascuna di tre rose di rosso; nel 4° d'argento, allo scaglione riverso di rosso alias Inquartato: nel 1° d'argento, a due fasce alzate d'azzurro; nel 2° partito, a/ d'azzurro, al delfino guizzante in palo d'oro, b/ fasciato increspato d'azzurro e d'oro; nel 3° d'azzurro, a tre fasce d'oro caricata ciascuna di tre rose di rosso; nel 4° d'argento, allo scaglione riverso di rosso, e alla bordura dentata d'argento (citato in (19)) |
|        | Soldani Benzi (Firenze) troncato di fasciato di argento e di azzurro (4 pezzi) e di argento pieno - fasciato increspato di azzurro e di oro (8 pezzi) - limitato a sinistra da un pesce di oro posto in palo su azzurro - 3 fasce di oro caricate ciascuna da 3 rose di rosso su azzurro - scaglione rovesciato di rosso su argento (citato in LEOM) |
|        | Soldani da Poppi (Firenze) D'azzurro, alla banda d'oro sostenente un leone leopardito dello stesso, e caricata di cinque rose di rosso (citato in (19)) |
|        | Soldanieri (Firenze) Di vaio, alla bordura composta d'oro e d'azzurro alias Di vaio, alla bordura composta d'oro e di verde (citato in (19)) |
|        | Soldanieri (Firenze) vajato di nero e di argento - bordura scaccata di 2 file di oro e di azzurro (citato in LEOM) |
|        | Soldati (Finale Emilia) braccio sinistro reciso (apparentemente uscente da destra) posto in scaglione rovesciato vestito rigato di argento e di azzurro afferrante con la mano di carnagione una freccia di argento posta in banda la punta al basso accompagnato nel canton destro del capo da - una borsa chiusa di oro (per monete) tutto su azzurro (citato in LEOM) |
|        | Soldati (Finale Emilia) braccio destro armato di argento uscente dal fianco destro tenente con il guanto una freccia posta in sbarra dello stesso punta al basso accompagnato da - una granata di rosso esplodente in argento nel canton destro del capo tutto su azzurro (citato in LEOM) |
|        | Soldati guerriero armato di tutte pezze di nero posto in maestà tenente con la destra una spada di azzurro in palo punta in alto e la sinistra posata sul fianco su argento (citato in LEOM) |
|        | Soldi o Soldi del Nicchio (Firenze) D'oro, alla croce di sant'Andrea d'azzurro, e al capo di Libertà (citato in (19)) (DE) Unter 1 mit 1 schräglinksgelegten goldenen Wort LIBERTAS belegten roten Schildhaupt in Silber 1 blaues Schrägkreuz (citato in KHIF) |
|        | Soldi (Firenze) D'argento, alla croce di sant'Andrea d'azzurro e al capo di Libertà (citato in (19)) |
|        | Soldi (Firenze) Di..., allo scaglione di..., accompagnato da tre pere di..., picciolate e fogliate di..., 2.1 (citato in (19)) |
|        | Soldi (Ovada) D'azzurro, al leone d'oro, in atto di spargere delle monete d'argento, fuoriuscenti da un sacco rovesciato al naturale, sulla campagna di verde (citato in (34)) |
|        | Soldini (Firenze) D'azzurro, alla fascia d'argento accompagnata da tre conchiglie rovesciate dello stesso, 2.1 (citato in (19)) |
|        | Soldo (Brescia) palato di argento e di rosso - drago di oro passante su rosso in capo (citato in LEOM) |
|        | Soldo (Brescia) drago di oro passante su rosso - bandato di rosso e di argento (citato in LEOM) |
|        | Solere o Del Sole (Savigliano) Titolo: conti di Genola; baroni di S. Salvatore; signori di Solere; consignori di Verzuolo Di rosso, al castello d'argento, di una torre, a destra, murato e aperto di nero Motto: Pax pax (citato in (23)) |
|        | Soleri (Siena) D'azzurro, alla torre d'oro fondata sulla campagna centrata dello stesso; con il capo dell'Impero (citato in (19)) |
|        | Soleri o Solere o De Solerio (Ivrea) Titolo: visconti vescovili di Ivrea; consignori di Baio, Bairo, Quassolo D'azzurro, a tre pali d'argento, carichi ciascuno di tre scaglioni del campo, rovesciati alias D'azzurro, a tre pali d'argento, con tre scaglioni del secondo, rovesciati (citato in (23)) |
|        | Soleri e Soleri Martinelli (Solero, Rimini) Titolo: patrizi di Rimini D'oro, alla banda d'azzurro, carica di un sole d'oro (citato in (23)) sole raggiante di oro su banda di azzurro su oro (citato in LEOM) alias Trinciato d'argento e d'azzurro, alla banda di rosso, carica di un sole d'oro (citato in (23)) sole raggiante di oro su - banda di rosso su trinciato di argento e di azzurro (citato in LEOM) |
|        | Solfo (Monasterolo, Cuneo) Titolo: consignori di Cavallerleone D'azzurro, a tre stelle e tre vasi, d'oro, alternati 3, 3 (citato in (23) e in (31)) Cimiero: un liocorno nascente d'argento / il guerriero colla spada sguainata e lo scudo imbracciato, nascente, lo scudo carico di un'aquila di nero Motto: Sine dolo virtus |
|        | Solfo (Monasterolo) Titolo: nobile D'azzurro, a tre cannoni senza affusti, male ordinati, accompagnati da tre stelle, il tutto d'oro (citato in (23)) di azzurro con tre cannoni d'oro, uno in cuore, e due in punta, accompagnati da tre stelle del medesimo (citato in (31)) Cimiero: un liocorno nascente d'argento / il guerriero colla spada sguainata e lo scudo imbracciato, nascente, lo scudo carico di un'aquila di nero Motto: Sans douter |
|        | Soliaco o De Soliac (Molise) (la blasonatura non è stata ancora caricata) (citato in DAlena) |
|        | Soliani Raschini (Reggio Emilia, Bologna, Torino, Roma, Mogoro) torre a 2 palchi merlata alla guelfa di 4 pezzi in basso e di 3 in alto al naturale fondata su terrazzo di verde uscente dalla punta su azzurro - sole raggiante di oro su rosso in capo (sulla prima partizione) - trangla di argento a foglia di sega - fascia scaccata di argento e di nero (2file) su oro sormontata da - aquila di nero coronata di oro (citato in LEOM) |
|        | Solinas (Codrongianus, Ittiri, Sorso, Sassari) D'azzurro a 5 alberi nodriti sulla campagna montuosa, con un sole in mezzo ad un gruppo di nuvole nel punto destro del capo (citato in DAlena) 5 alberi al naturale di cui 2 nodriti sul terrazzo di verde uscente dalla punta montuoso sullo sfondo e 3 sradicati sullo stesso su azzurro - sole raggiante di oro su un gruppo di nuvole di argento nel canton sinistro del capo su azzurro (citato in LEOM) |
|        | Solis (Spagna) d'argento, al sole figurato e radioso di 16 raggi, di rosso (citato in (5) – pag. 161 e in DAlena) |
|        | Solito (Termini, Agrigento) d'azzurro, al sole figurato d'oro (citato in Mango e in (28)) Notizie storiche in Famiglie nobili di Sicilia. |
|        | Solito de Solis (Parigi (Francia)) sole raggiante di oro su azzurro (citato in LEOM) |
|        | Sollazzi (Firenze) D'oro, a tre spade basse d'azzurro poste in banda e ordinate in sbarra (citato in (19)) |
|        | Sollima (Sicilia) Titolo: nobile; marchese di S. Marina d'azzurro a due bande d'argento alternate da dieci orinali dello stesso (citato in (24)) D'azzurro, a due bande d'argento, accompagnate da dieci orinali dello stesso, ordinati 3, 4 e 3 (ramo degli Orinali) (citato in Mango e in (28)) alias d'oro a due bande di rosso accompagnate nel cantone sinistro di un merlo di nero (citato in (24)) d'oro, a due bande di rosso sinistrate nel capo da un merlo di nero (ramo Merli) (citato in (28)) alias d'oro, a due bande di rosso, addestrate nel capo da un merlo di nero (ramo dei Merli) (citato in Mango) alias d'azzurro, con tre bande di argento caricate da dieci pignatte di solimato, poste 3, 4 e 3 (citato in (28)) Notizie storiche in Famiglie nobili di Sicilia. Ulteriori notizie storiche in Famiglie nobili di Sicilia. Altre notizie storiche in Famiglie nobili di Sicilia. |
|        | Sollima degli Orinali (Sicilia) 2 bande di argento accompagnate da - 10 orinali dello stesso posti in tripla banda 3,4,3 su azzurro (citato in LEOM) |
|        | Sollima dei Merli (Sicilia) 2 bande di rosso su oro accompagnate in alto a destra da -un uccello merlo fermo di nero (citato in LEOM) |
|        | Solone (Casalbeltrame) Partito, al 1° d'azzurro, al sole d'oro, al 2° d'oro, alla ruota di rosso, sormontata da [...] (citato in (23)) |
|        | Solosmei (Firenze) D'azzurro, a tre rocchi di scacchiere d'oro, 2.1, e al capo del secondo (citato in (19)) |
|        | Solosmei (Toscana) (DE) Gold-blau geteilt, unten 3 goldene Schachroche, 2:1 gestellt (citato in KHIF) |

### Som
| Stemma | Casato e blasonatura |
| ------ | --- |
|        | Somacio (Verona) 3 stelle (6 raggi) di azzurro su fascia di argento su - leone rampante di rosso su azzurro (citato in LEOM) |
|        | Somaglia o Somaglia Stopazzola (Verona) 3 biscioni viscontei ondeggianti in palo posti in fascia di verde coronati di oro su argento - stella (6 raggi) di oro su azzurro - testa di moro al naturale di profilo attorcigliata di argento su 3 bande di azzurro su oro - giglio di argento su nero (citato in LEOM) |
|        | Somano (Fossano) Titolo: baroni; conti di Saint Cergues Inquartato, al 1° d'azzurro, al sole d'oro, al 2° d'argento, a tre sbarre di rosso, al 3° d'argento, all'albero, al naturale, al 4° d'azzurro, alla testa di bue, d'argento, in maestà, coronata d'oro, sormontata da quattro stelle d'oro, poste in fascia (citato in (23)) sole raggiante di oro su azzurro - 3 sbarre di rosso su argento - albero sradicato al naturale su argento - testa di bue di argento in maestà coronata di oro sormontata da - 4 stelle (5 raggi) dello stesso poste in fascia tutto su azzurro (citato in LEOM) Motto: Et pace et bello |
|        | Somatis o Sommati (Provenza?, Colleretto) Titolo: consignori di Mombello della Frasca D'oro allo scaglione d'azzurro, accompagnata da tre rose di rosso (citato in (23)) |
|        | Somenzi (Cremona) d'argento, al leone spaccato di verde e di rosso, impugnante con la branca anteriore destra un ramoscello di verde; con il capo d'oro, all'aquila di nero, coronata del campo (citato in BLCR) Immagine in Blasonario Cremonese (archiviato dall'url originale il 6 marzo 2017). |
|        | Somigliana (Como, Milano) aquila di nero coronata di oro su scudetto dello stesso su - castello a una torre merlato alla guelfa di azzurro su oro - fasciato di oro e di azzurro (citato in LEOM) |
|        | Somis (Chieri, Pinerolo, Torino) Titolo: conti di Chiavrie D'azzurro, al leone tenente un dardo, d'argento (citato in (23)) leone rampante di argento tenente con le zampe anteriori una freccia posta in palo punta in alto dello stesso su azzurro (citato in LEOM) |
|        | Somma (Sicilia) d'oro, al castello di due torri merlate d'azzurro, fondate sopra un mare ondato d'azzurro e d'argento (citato in Mango) |
|        | Sommaia o Somaya o Summoya (Molise) (la blasonatura non è stata ancora caricata) (citato in DAlena) |
|        | Sommariva (Arcipelago, Lodi, Murbello) (la blasonatura non è stata ancora caricata) (Immagine nella Raccolta stemmi Trippini (JPG).) |
|        | Sommariva (Milano) bandato di azzurro e di argento (citato in LEOM) |
|        | Sommaruga (Roma, Lugano (Svizzera)) albero di olmo nodrito nel terrazzo di verde uscente dalla punta accollato da un ramo di ellera (edera) tutto al naturale su azzurro (citato in LEOM) |
|        | Sommati (Berlino (Germania), Firenze, Torino, Roma) scaglione di azzurro accompagnato da - 3 rose di rosso poste 2,1 su oro (citato in LEOM) |
|        | Sommi (Cremona) Titolo: marchesi di Calvatone, signori di Altavilla, di Gallinella d'argento, alla fascia di rosso (citato in BLCR) Immagine in Blasonario Cremonese (archiviato dall'url originale il 6 marzo 2017). |
|        | Sommi Picenardi (Milano, Roma, Torre de' Picenardi, Brembate Sopra, Olgiate Calco) scudetto di argento partito a sinistra caricato di una fascia di rosso e a destra da un liocorno anuro rampante dello stesso su - monte a 3 cime di verde su fascia di argento su rosso accompagnata in alto da - una ruota di oro e in basso da - una palla dello stesso - aquila bicipite di nero coronata di oro su oro - su leone rampante coronato di oro tenente con 3 zampe un ramo di cotogno di verde fruttato di oro su azzurro (citato in LEOM)                                                                                |
|        | Sommi Picenardi (Milano, Roma, Torre de' Picenardi, Brembate Sopra, Olgiate Calco) liocorno anuro rampante di rosso su scudetto di argento su - monte a 6 cime di verde su fascia di argento su rosso accompagnata in alto da - una ruota di oro e in basso da - una palla dello stesso - aquila di nero coronata di oro su oro caricata in petto da una ruota di oro - su leone rampante coronato di oro tenente tra le zampe anteriori una mela cotogna di rosso su azzurro (citato in LEOM) |
|        | Sommi Picenardi (Milano, Roma, Torre de' Picenardi, Brembate Sopra, Olgiate Calco) fascia di rosso su argento (citato in LEOM) |
|        | Sommi Picenardi (Milano, Roma, Torre de' Picenardi, Brembate Sopra, Olgiate Calco) liocorno rampante al naturale su argento (citato in LEOM) |

### Son
| Stemma | Casato e blasonatura |
| ------ | --- |
|        | Sona (Murello) D'azzurro, all'arpa d'oro, con il capo d'argento, carico di tre cuori di rosso Motto: Concordia bene sonant (citato in (23)) |
|        | Sonaglini (Firenze) Di..., a sei sonagli di..., 3.2.1 (citato in (19)) |
|        | Soncini (Brescia) partito, a destra troncato: nel 1º bandato d'oro e di rosso; nel 2º d'argento al corvo l naturale rivolto, tenente nel becco un anello d'oro, appollaiato su di un dardo di ferro; a sinistra di verde pieno (citato in (2) – pag. 223 e in DAlena)                                         |
|        | Soncini (Padova) bue rampante di oro - 2 stelle (6 raggi) dello stesso poste in palo a sinistra del bue tutto su rosso (citato in LEOM) |
|        | Soncini-Cavagni (Soncino) Titolo: nobili spaccato di rosso e d'azzurro, ad un cesto d'oro, pieno di gigli dello stesso (citato in BLCR) Immagine in Blasonario Cremonese (archiviato dall'url originale il 6 marzo 2017).                                                                                     |
|        | Soncini Cestini (Brescia, Torino) cesto al naturale ricolmo di fiori di oro stelati e fogliati di verde su troncato di rosso e di azzurro (citato in LEOM) |
|        | Soncini Corvini (Brescia) fasciato di oro e di rosso - verde pieno - uccello corvo di nero tenente nel becco un anello di oro con diamante e poggiante sopra una freccia di rosso posta in fascia punta a sinistra su argento (citato in LEOM)                                                                |
|        | Soncini Corvini (Brescia) freccia di rosso posta in fascia punta a sinistra cimata da - un uccello corvo di nero tenente nel becco un anello con diamante incastonato al naturale in basso su - semitroncato di - fasciato di oro e di rosso - e di argento pieno e - partito di verde pieno (citato in LEOM) |
|        | Soncini-Pertica (Soncino) Titolo: nobili d'azzurro, ad una colomba bianca, perticata d'oro e rivoltata (citato in BLCR) Immagine in Blasonario Cremonese (archiviato dall'url originale il 6 marzo 2017). |
|        | Sonni (Roma, San Benedetto del Tronto, Portocivitanova) stella (6 raggi) di oro su fascia di azzurro su argento - papavero di rosso (fiore) in alto su argento - monte a 3 cime di verde uscente dalla punta su argento (citato in LEOM)                                                                      |
|        | Sonnino (Livorno, Firenze, Roma) fascia di oro su troncato di rosso e di azzurro - leone rampante di argento nascente dalla fascia sul rosso (citato in LEOM) |
|        | Sonzogni (Val Brembana) Di rosso, ad un cane d'argento, rampante e tenente nella zampa un giglio d'oro (citato in Stemmi della Val Brembana (archiviato dall'url originale il 6 gennaio 2013).) |

### Sop
| Stemma | Casato e blasonatura |
| ------ | --- |
|        | Soprani (Ravenna) (la blasonatura non è stata ancora caricata) (citato in DAlena) |
|        | Soprani (Cesena) (la blasonatura non è stata ancora caricata) (citato in BLCW) Immagine in Blasone Cesenate. |
|        | Soprani (Piacenza) torre di rosso merlata di 4 pezzi alla ghibellina uscente dalla partizione su argento - monte a 3 cime di oro uscente dalla partizione sormontato da - 2 stelle (5 raggi) dello stesso poste in fascia su azzurro (citato in LEOM) |
|        | Sopranis (Genova) leone seduto testa in maestà coronato di oro su terrazzo di verde uscente dalla punta su azzurro (citato in LEOM) |

### Sor
| Stemma | Casato e blasonatura |
| ------ | --- |
|        | Soranzo (Venezia) trinciato di oro e di azzurro (citato in LEOM) |
|        | Sorba (Genova) d'azzurro, al sorbo sradicato d'oro (citato in (2) – pag. 512, in (5) - pag. 161 e in DAlena) |
|        | Sorbelloni (Cesena) (la blasonatura non è stata ancora caricata) (citato in BLCW) Immagine in Blasone Cesenate. |
|        | Sorbi (Firenze) Di cielo, all'albero al naturale nodrito sul terreno dello stesso (citato in (19)) |
|        | Sorbolonghi (Roma) (la blasonatura non è stata ancora caricata) (Immagine nell' Archivio Storico Capitolino (PDF) (archiviato dall'url originale il 4 marzo 2016).) |
|        | Sordanello (Cuneo) D'azzurro, allo scaglione accompagnato da tre fibbie (anelli ossia boggie), il tutto d'argento (citato in (23) e in (31)) un capriolo d'argento, accompagnato da tre anelli, o sia boggie del medesimo due in capo ed una in punta in campo azzurro (citato in (31)) Cimiero: un moro vestito di verde, e di azzurro, bendata la fronte da una fascia d'argento, qual tiene una tromba alla bocca con uno stendardo rosso, nel quale vi è una croce d'argento, il moro accostato da due tronchi di legno troncati caduno di essi da un aspide ferrato di color verde / il moro vestito di azzurro e di verde, bendato d'argento, tenente colla destra una tromba in bocca, e colla sinistra una bandiera di rosso, crociata d'argento, accostata da due tronchi di legno, noderosi, accollati, ciascuno, da una serpe di nero Motto: A bon fine - A bon fin |
|        | Sordella (Fossano) Sbarrato d'oro e di rosso, con il capo di nero, carico di un sole(?), d'oro (citato in (23)) |
|        | Sordelli o Sordelli del Lion d'Oro (Toscana) (DE) In Blau 3 liegende goldene Halbmonde, 2:1 gestellt (citato in KHIF) |
|        | Sordevolo (Viverone) D'azzurro, alla fascia d'oro, accompagnata da sei dadi di argento, marcati di nero con i numeri 1, 2, 3, 4, 5, 6, tre per parte, i superiori male ordinati Motto: Te Deum laudo (citato in (23)) |
|        | Sordi o Surdi o Sordo (Crescentino, Casale) Titolo: conti di Torcello; consignori di Calamandrana, Canelli, Corniolo, Rosignano Inquartato di rosso e d'argento, a due rami di rosaio decussati e ridecussati, di verde, ciascuno terminante in una rosa dell'uno nell'altro (citato in (23)) alias Inquartato di rosso e d'argento, a due rami di rosaio decussati e ridecussati, di verde, ciascuno terminante in una rosa dell'uno nell'altro, con il capo d'oro, carico di un'aquila coronata, di nero (citato in (23)) alias 2 rami di rosaio di verde fioriti di 4 rose 2 di argento e 2 di rosso incrociati formanti 2 lettere C su inquartato di rosso e di argento - aquila coronata di nero su oro in capo (citato in LEOM) inquartato di rosso e d'argento, a due rami di rosa, in palo, sul tutto, decussati e ridecussati, fogliati di verde e terminanti ciascuno ad ambedue le estremità, divergenti in una rosa, dell'uno nell'altro; con il capo d'oro, all'aquila di nero, coronata del campo (citato in BLCR) Immagine in Blasonario Cremonese (archiviato dall'url originale il 6 marzo 2017). alias Di rosso, a due rami di rosaio, decussati e ridecussati, di verde (?), ciascuno terminante in una rosa d'argento (?) (citato in (23)) |
|        | Sordi (Mantova, Villa di Teolo) fascia di rosso su scudetto di azzurro sormontata da - una cometa ondeggiante in palo di oro accostata da 2 ali di argento tutto su - aquila di nero coronata di oro su oro - 2 leoni rampanti affrontati alla tedesca di rosso coronati di oro su argento sul 2° e 3° quarto (citato in LEOM) |
|        | Sordina (Venezia, Trieste) braccio destro uscente da destra vestito di rosso impugnante con la mano di carnagione una tromba di rosso posta in sbarra su argento - 3 monti al naturale di verde uscenti dalla punta su argento - 3 stelle (8 raggi) di verde poste in fascia in alto su argento (citato in LEOM) |
|        | Sordini (Firenze) Scaccato d'oro e d'azzurro, alla banda diminuita attraversante di rosso (citato in (19)) (DE) In gold-blau geschachtem Feld 1 roter Schrägbalken (citato in KHIF) |
|        | Soresina (la blasonatura non è stata ancora caricata) (citato in DAlena) |
|        | Soresina (Cremona) Titolo: Marchesi di S. Giovanni in Croce, Solarolo-Rainerio, Romprezzagno, Tornata, Recorfaro, Breda-Guazzona, Gattarola-Capellino, Casanova d'Offredi, Ca' de' Rovelli, Ca' de' Pedroni, Derovere e Ca' de' Bonavogli fasciato d'oro e di nero (citato in BLCR) Immagine in Blasonario Cremonese (archiviato dall'url originale il 6 marzo 2017). |
|        | Sorghi (Modena) di rosso, a 3 sorci al naturale ordinati in fascia (citato in (2) – pag. 512 e in DAlena) |
|        | Sorgo (Ragusa/Dubrovnik) partito: nel 1º bandato di rosso e d'azzurro, di otto pezzi (citato in (6)) (FR) Parti: au 1, bandé de gueules et d'azur, de huit pièces. (citato in (7)) |
|        | Sorgo-Cerva (Ragusa/Dubrovnik) partito: nel 1º bandato di rosso e d'azzurro, di otto pezzi (Sorgo); nel 2º d'azzurro, alla banda d'argento, accostata da sei stelle (6) dello stesso e caricata di una spada d'azzurro, guarnita d'oro, posta in banda, al punta in basso (Ceva) (citato in (6)) (FR) Parti: au 1, bandé de gueules et d'azur, de huit pièces (Sorgo); au 2, d'azur, à la bande d'argent, côtoyée de six étoiles du même et ch. d'une épée d'azur, la garde d'or, posée en bande, la pointe en bas (Cerva). (citato in (7)) |
|        | Soriano (Tropea) di verde a due pali d'argento e alla fascia cucita d'azzurro attraversante (citato in BLCL) |
|        | Soriano (Tropea) Troncato da una fascia cucita d'azzurro: il 1° di verde a due pali d'argento; il 2° di verde pieno (citato in BLCL) Immagine in Tropea Magazine. |
|        | Sorice (Napoletano) (la blasonatura non è stata ancora caricata) (citato in (26)) |
|        | Sorle o Sorles (Lanzo) D'azzurro, a otto raggi di sole, d'oro, muoventi dall'angolo destro del capo Motto: Obstantia nubila solvit (citato in (23)) |
|        | Sormani (Pomelasca d'Inverigo, Milano) leone passante di azzurro su argento reggente con la zampa destra anteriore una torre di rosso - fasciato di azzurro e di argento (citato in LEOM) |
|        | Sormani (Pomelasca d'Inverigo, Milano) leone rampante di azzurro tenente con le zampe anteriori un castello a 2 torri di rosso su argento - fasciato di azzurro e di argento (citato in LEOM) |
|        | Sormani (Casale Nuovo, Milano) fasciato di azzurro e di argento - sbarra di verde su argento - testa di moro al naturale di profilo attorcigliata di argento in alto a sinistra (citato in LEOM) |
|        | Sormani o Sormani Andreani Verri (Milano, Casate Nuovo) leone rampante di azzurro tenente con le zampe anteriori un castello a 2 torri di rosso su argento - fasciato di verde e di oro - torre a 2 palchi coperta superiormente di rosso circondata da - 2 trecce muliebri dello stesso incrociate al basso tutto su argento (citato in LEOM) |
|        | Sormani Andreani o Sormani Andreani Verri (Milano) (la blasonatura non è stata ancora caricata) (Immagine nella Raccolta stemmi Topoguz.) |
|        | Sormani o Sormani Moretti (Bologna, Verona) leone passante di azzurro coronato di rosso reggente con la zampa destra un castello a 2 torri di rosso su argento - fasciato di verde e di oro (citato in LEOM) |
|        | Sormani o Sormani Moretti (Bologna, Verona) leone passante di azzurro coronato di rosso reggente con la zampa destra un castello a 2 torri di rosso su argento - fasciato di verde e di oro - sbarra di verde su argento - testa di moro al naturale di profilo attorcigliata di argento uscente dalla sbarra (citato in LEOM) |
|        | Sormani Moretti (Casale Nuovo, Milano) fasciato di azzurro e di argento - sbarra di verde su argento - testa di moro al naturale di profilo attorcigliata di argento in alto a sinistra (citato in LEOM) |
|        | Sorrentino (Napoli) Titolo: nobili d'azzurro al leone d'oro linguato di rosso posto nel lato sinistro, accompagnato nell'angolo destro del capo di una bilancia a due coppe con una stella il tutto d'oro (citato in (24)) leone rampante di oro accompagnato a sinistra da - una bilancia dello stesso e sormontato da - stella (5 raggi) sempre di oro tutto su azzurro (citato in LEOM) |
|        | Sorrentino o Molignani (Napoli) leone rampante al naturale su - fascia di rosso su troncato di azzurro e di oro - 3 stelle (5 raggi) di oro poste 1,2 sull'azzurro - 3 melanzane al naturale poste 2,1 sull'oro (citato in LEOM) |
|        | Sorrentino d'Afflitto (Napoli) 3 bande doppiodentate di oro su azzurro - stella (6 raggi) di oro accostata da 2 rose di rosso su azzurro in capo (citato in LEOM) |
|        | Sorrentino Molignani (Napoli, Sorrento) Titolo: nobili troncato: 1º d'azzurro a tre stelle d'oro; 2° d'oro a tre melanzane al naturale, con la fascia di rosso attraversante sulla troncatura, e un leone al naturale attraversante sul tutto (citato in (24)) |
|        | Sortino o Sciortino o Xurtino (Sicilia) bandato d'argento e di rosso, al capo del primo sostenuto da una fascia diminuita, cucita d'oro, caricato dalla rosa del secondo (citato in Mango) bandaio d'argento e di rosso, col capo d'argento, caricato da una rosa di rosso, sostenuto da una frangia cucita d'oro; caricata di una anguilla serpeggiante d'azzurro (citato in (28)) Corona di barone Notizie storiche in Famiglie nobili di Sicilia. |

### Sos
| Stemma | Casato e blasonatura |
| ------ | --- |
|        | Sostegni (Firenze) D'azzurro, a tre frecce d'argento impennate d'oro, poste in banda e ordinate in sbarra (citato in (19))                                                                                                  |
|        | Soster (Vicenza, Padova) D'azzurro, alla fascia scaglione, d'oro, accompagnata in capo da 3 stelle di otto raggi dello stesso, ordinate in fascia. Alla torre al naturale, uscente dalla punta dello scudo (citato in (40)) |

### Sot
| Stemma | Casato e blasonatura |
| ------ | --- |
|        | Sotgiu (Nuoro, Ghilarza, Serdiana) Inquartato: nel 1° e 4° d'azzurro al sole d'oro; nel 2° e 3° d'argento all'olivo sradicato al naturale (citato in DAlena) sole raggiante di oro su azzurro - albero di olivo sradicato al naturale su argento (citato in LEOM) |
|        | Soto (Pisa) Troncato: nel 1° d'oro, all'aquila dal volo spiegato di nero, coronata del campo; nel 2° d'oro, al castello turrito di tre pezzi di rosso, fondato sul terreno al naturale (citato in (19))                                                           |
|        | Soto o Souto (Spagna?, Biella) D'oro, al castello di rosso, di due torri, fiancheggiato da due palme di verde, sormontato da un'aquila coronata, di nero Motto: Munimine et numine (citato in (23))                                                               |
|        | Sottile (Messina) di rosso, a tre frecce d'argento, appuntate verso il capo, una in palo, e due in decusse (citato in Mango e in (28)) Notizie storiche in Famiglie nobili di Sicilia.                                                                            |
|        | Sottocasa (Bergamo) (la blasonatura non è stata ancora caricata) (citato in DAlena) |
|        | Sottocasa (Bergamo) braccio destro uscente da destra reggente sull'indice di carnagione teso un uccello di argento rivolto sormontato da - una casa di argento con il tetto di oro tutto su rosso (citato in LEOM)                                                |
|        | Sottocasa (Bergamo) braccio destro uscente da destra reggente sull'indice di carnagione teso un uccello di argento sormontato da - un castello addossato da 2 torri di argento tutto su rosso (citato in LEOM)                                                    |
|        | Sottocasa (Bergamo) aquila di nero su oro - casa di argento aperta e finestrata di nero con tetto di rosso su azzurro (citato in LEOM) |

### Sou
| Stemma | Casato e blasonatura |
| ------ | --- |
|        | Soumerau (Colle) Inquartato: nel 1° e 4° d'azzurro, al crescente montante d'argento; nel 2° e 3° di rosso, alla stella a otto punte d'oro; con il palo d'argento attraversante sul tutto; il tutto abbassato sotto il capo dell'Impero (citato in (19)) |
|        | Sourdeau aux Villains (Levico, Pergine) luna montante di argento accompagnata da - 3 stelle (6 raggi) di oro poste 2,1 tutto su azzurro (citato in LEOM) |
|        | Souverti di rosso, all'aquila spiegante d'oro, col capo dello stesso (citato in (5) – pag. 164) |
|        | Souza o Sousa (Portogallo) Titolo: conti di Sanfrè D'oro, a tre bande, di rosso alias Inquartato, di Portogallo e di rosso, a quattro crescenti d'argento, appuntati in croce alias Inquartato, di Portogallo, con il filetto di nero in sbarra, e di rosso, a quattro crescenti d'argento, appuntati in croce alias Inquartato, di Portogallo e di rosso (o d'azzurro?), a quattro crescenti d'argento, appuntati in croce (citato in (23)) |

### Sov
| Stemma | Casato e blasonatura |
| ------ | --- |
|        | Sovagli o Zoagli (Ovada) Partito d'azzurro e d'argento, al mastio torricellato di due pezzi di rosso, aperto del campo, attraversante sulla partizione (citato in (34)) |

### Soz
| Stemma | Casato e blasonatura |
| ------ | --- |
|        | Sozii Carafa (Napoli) orso rampante al naturale su oro - 3 fasce di argento su rosso (citato in LEOM) |
|        | Sozio o Socio o Socci o Sotio (San Germano, Casale) Titolo: conti di San Raffaele; consignori di Castagnetto, Saluggia D'azzurro, a tre monti d'argento, sormontati da un sole, d'oro (citato in (23))                                                   |
|        | Sozzi (Siena) Interzato in palo: nel 1° d'azzurro, a tre fasce d'oro; nel 2° d'argento, alla croce d'azzurro caricata di cinque crescenti montanti d'oro, 1.3.1; nel 3° di rosso, al leone rivolto d'oro tenente un giglio dello stesso (citato in (19)) |
|        | Sozzi (Pistoia) Di..., a tre fasce di..., la centrale caricata di tre stelle a otto punte (o speronelle) di... (citato in (19)) |
|        | Sozzi (Compiano) (la blasonatura non è stata ancora caricata) (citato in DAlena) |
|        | Sozzifanti (Pistoia, Firenze) Trinciato d'azzurro e d'argento (citato in (19)) trinciato di azzurro e di argento (citato in LEOM) (DE) Blau-silber schräggeteilt (citato in KHIF)                                                                        |
|        | Sozzifanti (Pistoia) trinciato di argento e di nero (citato in LEOM) |
|        | Sozzini (Siena) D'argento, al leone di nero, tenente una palla di rosso alias D'argento, al leone di nero, tenente una palla di rosso, con il capo dell'Impero (citato in (19))                                                                          |
|        | Sozzomeni (Pistoia) Palato d'argento e di rosso, al capo d'azzurro (citato in (19)) |

### Spa
| Stemma | Casato e blasonatura |
| ------ | --- |
|        | Spada di rosso, a tre spade d'argento impugnate d'oro, poste l'una su l'altra in banda, le punte in giù; e il capo cucito d'azzurro, caricato da tre gigli d'oro (citato in CROL – pag. 19 e in (5) - pag. 161) |
|        | Spada (Bologna) di rosso, a tre spade d'argento impugnate d'oro, poste l'una su l'altra in banda, le punte in giù; al capo d'Angiò (citato in (8) – pag. 696) |
|        | Spada (Roma) (la blasonatura non è stata ancora caricata) (Immagine nell' Archivio Storico Capitolino (PDF) (archiviato dall'url originale il 4 marzo 2016).) |
|        | Spada (Lucca) D'azzurro, a due spade basse decussate d'argento, guarnite d'oro (citato in (19)) |
|        | Spada (Lucca) D'azzurro, a due spade alte decussate d'argento, guarnite d'oro (Immagine nella Raccolta stemmi Trippini (JPG).) |
|        | Spada (Racconigi) Titolo: consignori di Cavallerleone Di rosso, al braccio armato di spada, d'argento, con il capo d'oro, carico di un'aquila coronata, di nero (citato in (23)) |
|        | Spada (San Germano) Troncato indentato d'azzurro e di rosso, con la spada al naturale, posta in fascia e caricante la partizione (citato in (23)) |
|        | Spada (Pesaro, Roma, Spoleto, Torino) fasciato di argento e di nero (4 pezzi) - l'argento caricato di un leone passante di rosso - 3 monti a 3 cime di verde su banda di azzurro su oro accompagnati da 2 ghirlande di verde legate di rosso poste nel senso della banda su oro in capo (citato in LEOM) |
|        | Spada Cesena) (la blasonatura non è stata ancora caricata) (citato in BLCW) Immagine in Blasone Cesenate. |
|        | Spada Lavini (Torino) fasciato di argento e di nero (4 pezzi) - l'argento caricato di un leone passante di rosso - 3 monti a 3 cime di verde su banda di azzurro su oro accompagnati da 2 ghirlande di verde legate di rosso poste nel senso della banda su oro in capo (sulla prima partizione) - albero al naturale nodrito sulla vetta di un monte a 6 cime di oro uscente dalla punta tutto su azzurro (citato in LEOM) |
|        | Spada Medici (Roma) (la blasonatura non è stata ancora caricata) (Immagine nell' Medici.pdf#view=fit&navpanes=1 Archivio Storico Capitolino.) |
|        | Spada Veralli partito: nel 1º di rosso, a tre spade d'argento, poste in banda una sull'altra, col capo d'azzurro, a tre gigli d'oro; nel 2º di rosso, alla fascia ondata d'argento, caricata di una rosa di rosso (citato in (5) – pag. 48) |
|        | Spada Veralli Potenziani o Potenziani o Grabinski (Roma, Rieti) rosa di rosso su fascia ondata di argento su rosso - 3 spade di argento guernite di oro poste in banda punta al basso un sull'altra su rosso - 3 gigli di oro posti 2,1 su azzurro in capo (sull'interzato al secondo) - torre di argento posta su monte a 3 cime di verde uscente dalla punta sormontata da - stella (6 raggi) di oro tutto su azzurro (citato in LEOM) |
|        | Spadacci (Arezzo, Firenze) Di..., a due spade decussate di..., sormontate da una stella a otto punte di... (citato in (19)) |
|        | Spadafora o Spatafora (Messina, Taormina, Palermo, Mazzara) Titolo: principe e duca di Spadafora, signore di San Pietro li Curri, patrizio veneto, nobiluomo, nobildonna, barone di rosso, col braccio destro armato movente dal fianco sinistro dello scudo, impugnante una spada alta in sbarra, il tutto al naturale (citato in CROL – pag. 255, in (24), in Mango e in (28)) di rosso, al braccio armato tenente una spada posta in sbarra, il tutto al naturale (citato in (28)) Motto: Prodes In Bello Sostegni: due liocorni d'argento ritti ed affrontati Elmo e corona da Principe Notizie storiche in Famiglie nobili di Sicilia. Ulteriori notizie storiche in Famiglie nobili di Sicilia. |
|        | Spadafora o Spatafora o Spatafora Branciforte (Palermo) braccio destro armato uscente da destra tenente una spada punta in alto posta in sbarra tutto al naturale su rosso (citato in LEOM) |
|        | Spadai (Arezzo) (DE) In Blau 1 goldener Göpel, allseitig begleitet von je 1 goldenen Lilie (citato in KHIF) |
|        | Spadalunga (Arezzo, Firenze) Di..., a due spade basse decussate di... (citato in (19)) |
|        | Spadari (Arezzo, Firenze) D'azzurro, a tre spade appuntate in punta d'argento, e al capo cucito d'Angiò (citato in (19)) |
|        | Spadaro o Spataro di Messina (Messina) Titolo: nobili di rosso a due spade decussate d'argento e sormontate da un giglio coronato d'oro (citato in (24)) di rosso, a due spade d'argento, guarnite d'oro, passate in decusse, accompagnate nel capo da un da un giglio coronato dello stesso (citato in Mango e in (28)) 2 spade incrociate di argento sormontate da - un giglio coronato di oro su rosso (citato in LEOM) Notizie storiche in Famiglie nobili di Sicilia. |
|        | Spadaro o Spataro o Spadaro di Passanitello (Scicli, Mineo, Catania) Titolo: barone di Passanitello, col predicato di Passanitello di rosso alla torre d'argento di due palchi aperta di nero sulla campagna di verde, sostenuta a sinistra di un leone d'oro tenente in sbarra una spada d'argento (citato in (24)) di rosso, alla torre d'argento a due palchi, murata ed aperta di nero, fondata sulla campagna di verde, sinistrata e sostenuta da un leone d'oro tenente una spada posta in sbarra (citato in (28)) di rosso, alla campagna di verde, alla torre d'argento, a due palchi murata ed aperta di nero; fondata sulla campagna, sinistrata e sostenuta da un leone d'oro, tenente una spada posta in sbarra (citato in Mango) torre a 2 palchi di argento aperta e finestrata di nero su terrazzo di verde uscente dalla punta accompagnata a destra da - leone rampante di oro tenente in destra una spada di argento posta in sbarra tutto su rosso (citato in LEOM) Notizie storiche in Famiglie nobili di Sicilia. |
|        | Spadazza o Spadazzi (Fusignano) D'azzurro, a due spade d'argento guarnite d'oro decussate, accompagnate in capo da tre stelle d'oro male ordinate (citato in Pasini, pag. 541) |
|        | Spadi (Pistoia) D'oro, a due spade basse decussate d'azzurro (citato in (19)) |
|        | Spadini (Firenze) Di rosso, a due spade basse decussate d'argento, guarnite d'oro (citato in (19)) (DE) In Rot 2 gekreuzte und gestürzte goldgegriffte silberne Schwerter (citato in KHIF) alias Di rosso, a due spade basse decussate d'argento, guarnite d'oro, accompagnate in capo dallo scudetto rotondo del Popolo fiorentino (citato in (19)) |
|        | Spadini (Toscana) (DE) In Blau 1 goldener Göpel, allseitig begleitet von je 1 goldenen Lilie (citato in KHIF) |
|        | Spadini (Toscana) (DE) In Silber 1 silberbordierter ovaler roter Schild, belegt mit 2 gekreuzten und gestürzten silbernen Schwertern, umringt von 1 8mal gebrochenen roten ovalen Ring und begleitet oben von 1 nach oben gebogenen, unten von 1 nach unten gebogenen roten Rechteck? (citato in KHIF) |
|        | Spadini o Spadara (Cesena) (la blasonatura non è stata ancora caricata) (citato in BLCW) Immagine in Blasone Cesenate. |
|        | Spadularini d'azzurro, alla spada alta d'argento, guarnita d'oro, accompagnata da tre stelle (6) dello stesso, una nel capo e due ai lati (citato in (5) – pag. 98) |
|        | Spagliena o Spagliena dell'Unicorno (Toscana) Titolo: conte (DE) 1 geschachter Adler, überhöht von 1 Krone (citato in KHIF) |
|        | Spagnoletti (Molfetta) di verde, al destrocherio armato al naturale, movente dal fianco sinistro, impugnante una spada d'argento, alta in palo e addestrata da una cometa d'argento, ondeggiante in palo (citato in DAlena e in ) |
|        | Spagnoletti Zeuli (Andria) braccio destro armato uscente dalla partizione al naturale impugnante con la mano di carnagione una spada di argento posta in palo punta in alto accompagnata a sinistra da - una cometa ondeggiante in palo dello stesso tutto su verde - giglio di oro su rosso - 3 monti al naturale di oro uscenti dalla partizione il centrale cimato da 2 rami di rosa divergenti in banda e in sbarra fioriti di un pezzo di rosso stelati e fogliati di verde tutto su azzurro (citato in LEOM) |
|        | Spagnolo (Messina) d'oro, alla banda di nero, ingollata da due teste di draghi dello stesso (citato in Mango) |
|        | Spagnuolo (Molfetta) d'oro, alla banda di nero accompagnata da 2 teste di drago dello stesso, una in capo e una in punta (citato in ) |
|        | Spaldo (Ciriè) Titolo: consignori della Piè di Lirano Di verde, al castello d'argento, murato di nero, con il capo d'oro, carico di un'aquila coronata, di nero (citato in (23)) |
|        | Spaletta (Cesena) (la blasonatura non è stata ancora caricata) (citato in BLCW) Immagine in Blasone Cesenate. |
|        | Spalletta o Spallitta o Spallotta (Sicilia) d'argento, alla banda d'azzurro (citato in Mango e in (28)) alias di verde, al leone d'oro tenente una spada d'argento guarnita d'oro, alta in palo (citato in Mango) Notizie storiche in Famiglie nobili di Sicilia. |
|        | Spalletti Trivelli (Roma, Firenze) elefante passante di nero sulla troncatura reggente una torre di rosso e accompagnato da - 3 stelle (6 raggi) dello stesso poste 1,2 tutto su oro - 3 arieti rampanti di oro in palo posti in fascia su azzurro (citato in LEOM) |
|        | Spalletti Trivelli (Roma, Firenze) aquila bicipite di nero su oro - leone rampante nascente di argento dalla troncatura su rosso - 3 gigli di oro posti in fascia su azzurro (citato in LEOM) |
|        | Spallicci (Aversa, Milano) torso umano di carnagione privato della testa e delle braccia uscente da - uno scaglione di rosso uscente dalla punta tutto su azzurro - monte a 3 cime di oro su azzurro in capo - trangla di argento (citato in LEOM) |
|        | Spallicci di Filottrano (Aversa, Milano) Titolo: nobili di Filottrano d'azzurro al busto di carnagione senza braccia e senza testa, sostenuto da uno scaglione di rosso, accompagnato in capo da una fascia d'argento sostenente un monte d'oro (citato in (24)) |
|        | Spallotta (Sicilia) Titolo: barone di Formica di verde, con un leone di oro tenente una spada d'argento guernita d'oro, alta in palo (citato in (28)) Corona di barone Notizie storiche in Famiglie nobili di Sicilia. |
|        | Spangutis (la blasonatura non è stata ancora caricata) (citato in DAlena) |
|        | Spani (Veroli) torre a 2 palchi al naturale fondata su terrazzo di verde uscente dalla punta accostata da - 2 leoni controrampanti di argento tutto su rosso (citato in LEOM) |
|        | Spanio (Chioggia) (la blasonatura non è stata ancora caricata) (citato in Araldica gentilizia (archiviato dall'url originale il 4 marzo 2016).) |
|        | Spannocchi (Siena) Di rosso, alla fascia contromerlata d'oro, accompagnata da tre coppie di pannocchie addossate dello stesso, 2.1 (citato in (19)) (Immagine nella Raccolta stemmi Trippini (JPG).) |
|        | Spannocchi (Siena) D'azzurro, alla fascia scaccata di tre file d'argento e di rosso, accompagnata in capo da due stelle a sei punte d'oro, e in punta da un monte di tre cime dello stesso (citato in (19)) |
|        | Spano (Oristano) leone passante in banda di oro accompagnato da - 2 bande in divisa dello stesso tutto su azzurro (citato in LEOM) |
|        | Spano (Oristano) albero sradicato al naturale accompagnato a destra da - leone rampante di oro e sormontato da - luna montante di argento tutto su azzurro (citato in LEOM) |
|        | Spanò (Marsala) Titolo: barone di San Giuliano d'oro al palmizio in un ristretto di terra e sostenuto a sinistra da un leone al naturale, accompagnato nell'angolo destro da una crocetta di rosso (citato in (24)) albero di palma di verde nodrito su ristretto dello stesso uscente dalla punta su oro accompagnato a destra da - leone rampante al naturale e in alto a sinistra da - una crocetta di rosso (citato in LEOM) alias d'oro, al leone di nero; rampante ad una palma al naturale, accompagnata nel canton destro del capo da una crocetta di rosso (citato in Mango e in (28)) alias d'azzurro, all'albero di palma al naturale, addestrato da un leone d'oro e accompagnato in capo da una stella [8] d'oro (citato in Mango e in (28)) Notizie storiche in Famiglie nobili di Sicilia. Ulteriori notizie storiche in Famiglie nobili di Sicilia. |
|        | Sparano (Napoli) Titolo: nobili di rosso ad un monte di tre cime di verde sostenente un fascio d'asparagi e due leoni affrontanti, il tutto sormontato da tre gigli d'oro ordinati in fascia al capo (citato in (24)) monte a 3 cime di verde uscente dalla punta cimato il centrale da un fascio di asparagi al naturale e i laterali da - 2 leoni controrampanti di oro - 3 gigli di oro posti in fascia in alto tutto su rosso (citato in LEOM) |
|        | Sparavieri (Verona) Titolo: conti, nobili di Verona 3 rose di oro su scaglione di rosso su oro accompagnato da 3 sparvieri soranti posti 2,1 di nero i 2 superiori affrontati Motto: Pax huic domui (citato in LEOM) |
|        | Sparvara Titolo: conti di Cambiò, Lomello, Sparvara; signori di Alluvioni Cambiò; consignori di Cassano Troncato di rosso e d'azzurro Motto: Cum mero et mixto imperio (citato in (23)) |
|        | Spasiano (Sorrento) Titolo: patrizi di Sorrento troncato d'oro e di rosso al leone dell'uno e dell'altro, tenente nelle branche superiori uno scudetto d'azzurro carico di due spade al naturale senza guardia, decussate (citato in (24)) leone rampante troncato di rosso e di oro su troncato di oro e di rosso tenente con le zampe anteriori uno scudetto di azzurro caricato di 2 spade di argento incrociate senza guardia (citato in LEOM) |
|        | Spatafora (Napoletano) (la blasonatura non è stata ancora caricata) (citato in (26)) |
|        | Spataro (Vasto) di rosso a due spade d'oro poste in croce di S. Andrea, con l'impugnatura in alto accostate da due colonne d'argento (citato in DAlena) |
|        | Spatis o Spada o Spathis (San Germano Vercellese) Titolo: baroni di Villaregia; consignori di Crova, Moriondo Di rosso, a due spade d'argento, un'accanto all'altra Motto: Hinc cape triumphos (citato in (23)) |
|        | Spaventa (Abruzzo, L'Aquila) Titolo: marchesi D'azzurro al leone d'oro linguato di rosso, fissante un sole d'oro orizzontale a destra e traversato da una banda abbassata d'argento carica di un monte ristretto di tre cime di verde, nel verso della pezza (citato in DAlena e in (24)) alias D'azzurro al leone d'oro lampassato di rosso e riguardante un sole radioso del secondo, posto nel primo cantone (citato in DAlena) |
|        | Spaventa (L'Aquila, Atessa, Napoli) monte a 3 cime ristrette di verde posto in sbarra su banda di argento su - leone rampante di oro mirante - sole dello stesso nel canton sinistro del cpao tutto su azzurro (citato in LEOM) |
|        | Spaziani (Cesena) (la blasonatura non è stata ancora caricata) (citato in BLCW) Immagine in Blasone Cesenate. |

### Spe
| Stemma | Casato e blasonatura |
| ------ | --- |
|        | Spech (Milano, Ungheria) croce scorciata di oro su rosso - stella (6 raggi) di argento su azzurro - leone rampante di argento tenente nella zampa anteriore destra una scimitarra dello stesso su rosso (citato in LEOM) |
|        | Spech (Milano, Ungheria) croce di Sant'Andrea di argento accantonata da - 4 losanghe di oro caricate di un trifoglio di verde tutto su azzurro (citato in LEOM) |
|        | Specchi (Trapani, Naro) d'azzurro, a tre specchi (bisanti) d'argento (citato in Mango) |
|        | Specchi (Cesena) (la blasonatura non è stata ancora caricata) (citato in BLCW) Immagine in Blasone Cesenate. |
|        | Specchi Gaetani (Naro, Siracusa) Titolo: marchese di Sortino, barone di Magazzinazzi d'azzurro a tre bisanti (specchi) d'argento (citato in (24) e in (28)) 3 palle di argento poste 2,1 su azzurro (citato in LEOM) Notizie storiche in Famiglie nobili di Sicilia. |
|        | Speciale (Asolo) (la blasonatura non è stata ancora caricata) (citato in DAlena) |
|        | Speciale (Noto, Catania, Nicosia e Calabria) Titolo: signore di Santa Maria la Nova, di Mallia e dell'Officio di Segreto di Nicosia, barone di Baccarizzo, Sant'Andrea, del Pozzo, Montegrosso; duca di Valverde, Bologna di verde alla banda d'oro caricata di una branca di leone di rosso recisa, accompagnata in capo da una stella d'oro (citato in (24) e in Mango) di verde, con una banda d'oro, caricata da una branca di leone di rosso accompagnata nel canton sinistro del capo da una stella d'oro, di otto raggi (citato in (28)) zampa di leone in banda di rosso su banda di oro su verde accompagnata in alto a destra da - stella (8 raggi) di oro (citato in LEOM) Corona di duca Notizie storiche in Famiglie nobili di Sicilia. Ulteriori notizie storiche in Famiglie nobili di Sicilia. |
|        | Speciali (Asti, Fossano) Troncato di verde e d'argento alias D'argento, al capo di verde Motto: Con il tempo (citato in (23)) |
|        | Speciani o Speciano o Spiciani o Speziani (Cremona, Pavia) Titolo: conti di Bra Partito, al 1° d'argento, al pastorale di rosso, con il ricciolo terminale volto a destra, al 2° palato di nero e di verde alias D'oro, all'aquila coronata, di nero alias Inquartato, al 1° d'argento, al sistro di nero, al 2° partito, d'argento, al pastorale di rosso, e d'argento, a tre pali d'azzurro, al 3° d'argento, a tre bande di rosso, con il sacco d'argento, legato di rosso, attraversante, al 4° d'aregento, all'aquila di nero alias Inquartato, al 1° e 4° d'oro, all'aquila coronata, di nero, al 2° bandato d'argento e di rosso, al sacco chiuso, al naturale (Sacco), al 4° palato d'azzurro e d'argento, il primo palo d'argento carico di una S, d'oro, cucita (pure Sacco) alias Inquartato, al 1° e 4° d'argento, a una torta di rosso, al 2° e 3° palato d'argento e d'azzurro, di quattro pezzi (Sacco) (citato in (23)) inquartato; nel primo e nel quarto d'argento, ad una torta di rosso; nel secondo e nel terzo palato d'argento e d'azzurro di quattro pezzi (citato in BLCR) Immagine in Blasonario Cremonese (archiviato dall'url originale il 6 marzo 2017). |
|        | Speldini (Firenze) Di..., al cane rampante di..., collarinato di... tenente con le zampe anteriori uno stelo con spiga di... (citato in (19)) |
|        | Spence (Fiesole) D'azzurro, a tre bisanti d'argento, 2.1, caricati ciascuno di una crocetta ancorata di nero (citato in (19)) |
|        | Spence (Firenze) 3 rotelle di argento poste 2,1 su azzurro caricate ciascuna di una croce ancorata di nero ogni cantone accompagnato da 3 palline di oro poste in squadra (citato in LEOM) |
|        | Spennazzi (Siena) D'azzurro, a due penne decussate d'argento, accompagnate da due teste di leone d'oro, una in capo e l'altra in punta alias D'azzurro, a due penne decussate d'oro, accompagnate da due teste di leone d'oro, una in capo e l'altra in punta (citato in (19)) |
|        | Speraindeo (Messina) d'azzurro, al leone d'oro, sostenuto da un monte di tre cime al naturale, movente dalla punta, impugnante con la destra una crocetta del secondo, guardante l'ombra di sole dello stesso, orizzontale a destra (citato in Mango) leone rampante di oro su monte a 3 cime di verde uscente dalla punta afferrante con la zampa anteriore destra una crocetta di oro e mirante - una ombra di sole di oro uscente dal lato sinistro del capo tutto su azzurro (citato in LEOM) |
|        | Sperandeo (Molise) D'azzurro al leone rampante d'oro posto su un monte di tre cime di verde uscente dalla punta, il leone afferrante con la branca anteriore destra una crocetta d'oro e mirante un sole d'oro uscente dal lato sinistro del capo (citato in DAlena) |
|        | Speranzini (Arcevia, Fano, Roma) figura della Speranza vestita di rosso e mantellata di oro in maestà posta in piedi attraversante una ancora a 4 marre di nero posta in banda su ristretto di verde su argento (citato in LEOM) |
|        | Sperelli (Cesena) (la blasonatura non è stata ancora caricata) (citato in BLCW) Immagine in Blasone Cesenate. |
|        | Sperelli (Cesena) (la blasonatura non è stata ancora caricata) (citato in BLCW) Immagine in Blasone Cesenate. |
|        | Sperone (Genova, Pisa, Sambuca Pistoiese, America) fascia di argento su azzurro - 2 speroni in banda posti in fascia di oro su azzurro in alto - 3 bande di oro su azzurro in basso (citato in LEOM) |
|        | Speroni d'azzurro, a tre bande d'oro, col capo d'azzurro, caricato di due speroni d'oro, sostenuti da una riga dello stesso (citato in (5) – pag. 164) |
|        | Speroni (Gonzaga) fascia di oro su rosso accompagnata da - 3 speroni posti 2,1 di argento in banda (citato in LEOM) |
|        | Speroni (Gonzaga) 3 speroni posti 2,1 di argento su azzurro (citato in LEOM) |
|        | Speroni (Cesena) (la blasonatura non è stata ancora caricata) (citato in BLCW) Immagine in Blasone Cesenate. |
|        | Spes o De Spes (Sicilia) (la blasonatura non è stata ancora caricata) (citato in Mango) |
|        | Spetia (pronuncia Spezia) (Roma) rosa di rosso su fascia di oro su azzurro - 2 stelle (6 raggi) di oro poste in fascia in alto su azzurro - 3 gigli di oro posti 2,1 in basso su azzurro - capo d'Impero (citato in LEOM) |
|        | Spettoli (Bologna) croce patente di rosso su azzurro accantonata da - 4 stelle (6 raggi) di oro - rosso pieno in capo abbassato da - un capo d'Angiò (citato in LEOM) |
|        | Spezzalaste (Pisa) Troncato ondato di nero e d'argento (citato in (19)) |
|        | Spezzinchi (Pisa) (DE) 1 Adler ohne Flügel, überhöht von 1 Krone (citato in KHIF) |

### Spi
| Stemma | Casato e blasonatura |
| ------ | --- |
|        | Spighi (Prato, Firenze) D'oro, alla banda d'azzurro caricata di tre spighe del campo poste nel senso della pezza (citato in (19)) 3 spighe di grano di oro poste in banda su banda di azzurro su oro (citato in LEOM) alias (DE) In Gold 1 blauer Schrägbalken, belegt mit 3 senkrecht gestellten goldenen Weizenpflanzen (citato in KHIF) |
|        | Spighi (Toscana) (DE) In Gold 1 silberner Balken (citato in KHIF) |
|        | Spigliati (Firenze) Troncato: nel 1° d'argento, a due palle di rosso; nel 2° bandato d'oro e d'azzurro; alla fascia diminuita di rosso passata sulla troncatura alias Troncato: nel 1° d'argento, a due palle di rosso; nel 2° d'oro, a quattro bande d'azzurro; alla fascia diminuita di rosso passata sulla troncatura (citato in (19)) |
|        | Spigliati (Toscana) (DE) Unter 1 rotbordierten silbernen Schildhaupt, darin 2 rote Scheiben balkenweise, 7mal gold-blau schräggeteilt (citato in KHIF) |
|        | Spigliati (Firenze) Di rosso, al castello turrito di un pezzo d'argento alias D'argento, al castello turrito di un pezzo di rosso (citato in (19)) |
|        | Spigliati (Firenze) Di rosso, al castello turrito di un pezzo d'argento, sostenente due leoni d'oro, rampanti alla torre (citato in (19)) |
|        | Spignatiello (Napoletano) (la blasonatura non è stata ancora caricata) (d'oro, a tre pignatte d'azzurro, le due in capo affrontate) (citato in (26)) |
|        | Spilletti (Pescia) Di..., al destrocherio di..., tenente un orecchio umano di carnagione (citato in (19)) |
|        | Spina (Firenze) Di..., al cervo di..., nascente da un roveto di... (citato in (19)) |
|        | Spina (Scala) D'oro a tre fasce d'azzurro con la banda d'argento caricata di tre rose di rosso attraversante il tutto (citato in DAlena) |
|        | Spina (Cosenza) D'oro a 3 fasce ondate d'azzurro e alla banda d'argento caricata di 3 rose di rosso attraversante sul tutto (citato in DAlena e in BLCL) |
|        | Spina (Molise) Fasciato cuneato d'oro e d'azzurro alla banda d'argento caricata di tre rose di rosso bottonate dello stesso (citato in DAlena) |
|        | Spina o Spini o D'Épine' (Biella) Titolo: consignori di Gaglianico Troncato d'oro e di rosso, con il capo d'oro, cucito, carico di un'aquila di nero alias Troncato d'oro e di rosso, alla pianta di spina, di nero, fiorita d'argento alias Inquartato, di Spina e di Rivazia (citato in (23)) |
|        | Spina (Spezzano, Cosenza) Titolo: patrizio di Cosenza d'oro a tre fasce spinate d'azzurro con la banda d'argento caricata di tre rose di rosso attraversante il tutto (citato in (24) e in (26)) 3 rose di rosso su banda di argento su - 3 fasce doppiodentellate di azzurro su oro (citato in LEOM) |
|        | Spina o De Spinis (Messina) d'oro, a tre fasce increspate d'azzurro, alla banda d'argento caricata da tre rose di rosso, attraversante sul tutto (citato in Mango) |
|        | Spina (Rimini) fasciato increspato di rosso e di oro - rosa di rosso stelata e fogliata di verde su azzurro (citato in LEOM) |
|        | Spina (Rimini) pianta di uva spina al naturale posta in palo nodrita su terrazzo di verde uscente dalla punta su rosso (citato in LEOM) |
|        | Spina Falconi (Firenze) Troncato merlato di nero e d'argento alias Troncato merlato d'argento e di nero alias Troncato merlato di nero e d'argento; al capo di Leone X alias Troncato merlato d'argento e di nero; al capo di Leone X (citato in (19)) |
|        | Spinadin (Chioggia) (la blasonatura non è stata ancora caricata) (citato in Araldica gentilizia (archiviato dall'url originale il 4 marzo 2016).) |
|        | Spinae o Spinae Vierus Pieri (Toscana) (DE) 1 wachsender Hirsch, 1 natürlichen Boden besetzend (citato in KHIF) |
|        | Spinazzola (Molfetta) d'argento, a 2 monti di verde sostenenti, quello di destra una torre al naturale, finestrata di 3 pezzi del campo, e quello di sinistra un albero di spino al naturale (citato in ) |
|        | Spinedo (Verona) troncato: nel 1º d'azzurro al pioppo di verde accollato da un tralcio d'edera dello stesso; nel 2º di rosso al giglio d'oro (citato in (2) – pag. 427 e in DAlena) |
|        | Spinelli (Siena) Partito d'oro e d'azzurro, alla banda attraversante di rosso caricata di tre ricci passanti d'oro (citato in (19)) |
|        | Spinelli (Siena) Di rosso, al palo d'argento caricato di una palla d'azzurro posta in mezzo a due stelle a otto punte dello stesso alias Di rosso, al palo d'argento, caricato di una stella a sei punte d'azzurro, posta in mezzo a due palle dello stesso (citato in (19)) |
|        | Spinelli (Pistoia) D'azzurro, alla fascia di rosso, accompagnata in capo da due gigli d'oro ordinati fra i tre pendenti di un lambello di rosso, e in punta da un ramo di rosaio di verde, fiorito di tre pezzi di rosso (citato in (19)) |
|        | Spinelli (Pistoia) Bandato di sei pezzi di rosso e d'argento, al capo d'argento caricato di una stella a otto punte del primo alias Bandato di sei pezzi di rosso e d'argento, al capo d'argento caricato di una stella a otto punte d'oro (citato in (19)) |
|        | Spinelli (Firenze) Fasciato increspato di... e di..., alla banda attraversante di... alias Di..., a tre fasce increspate di... e alla banda attraversante di... (citato in (19)) |
|        | Spinelli (Firenze) Di rosso, al leone marinato d'oro, tenente con la branca destra un giglio dello stesso (citato in (19)) |
|        | Spinelli (Firenze) Inquartato d'oro, d'argento, di rosso e d'azzurro, a cinque crescenti montanti, 2.1.2, uno per ciascun quarto e quello centrale attraversante in cuore; il tutto dell'uno nell'altro e dell'uno all'altro secondo i quarti opposti al vertice (citato in (19)) |
|        | Spinelli (Firenze) D'azzurro, seminato di ramoscelli spinosi d'oro, e al leone attraversante dello stesso alias Partito: nel 1° d'azzurro, al leone d'oro; nel 2° di vaio (citato in (19)) |
|        | Spinelli (Napoli) Titolo: barone di San Giorgio, Buonalbergo; conte di Acerra, Bianco, Bovalino, Cariati, S. Cristina, Gioia, Quaranta, Scala, Seminara; marchese di Altavilla, Cirò, Buonalbergo, Fuscaldo, Laino, Mesuraca, Romagnano, Ursonovo, Vico, del S. R. I.; duca di Aquara, Caivano, Castelluccio, Castrovillari, Laurino, Marianella, Seminara; principe di Cariariu, Montacuto, Oliveto, Scalea, S. Arcangelo, S. Giorgio la Montagna, Tarsia D'oro all'aquila coronata di nero linguata di rosso col volo abbassato, caricata con 3 spini d'argento a 5 punte ordinati in fascia alias D'oro alla fascia di rosso, caricata di tre stelle d'argento a cinque punte (citato in DAlena) D'oro all'aquila coronata di nero, linguata di rosso, caricata in cuore da uno scudetto del campo alla fascia di rosso carica con tre spini di argento a cinque punte (citato in (26)) Motto: Undique sursum Notizie storiche in Nobili napoletani.                                            |
|        | Spinelli (Vercelli) Uno spinello (spineto, cespuglio spinoso) in tre rami verdi in campo d'oro sormontato da cinque scacchi rossi sotto un capo verde, con un leone d'oro, lampassato di rosso (citato in (23)) |
|        | Spinelli (Briga) Titolo: consignori di Briga D'oro, alla fascia di rosso, carica di tre stelle, d'argento (citato in (23)) |
|        | Spinelli o Spinelli della Scala (Sicilia) Titolo: barone della Scala, Friddani, Barrera d'oro, alla fascia di rosso, caricata di tre stelle (6) del campo (citato in Mango e in (28)) Corona di barone Lo scudo accollato dell'aquila spiegata di nero Notizie storiche in Famiglie nobili di Sicilia. Ulteriori notizie storiche in Famiglie nobili di Sicilia. |
|        | Spinelli (Toscana) (DE) In Blau 2 gekreuzte blaue Streitkolben, bewinkelt von 4 goldenen Birnen (citato in KHIF) |
|        | Spinelli (Ovada) Troncato: nel 1° di rosso, alla spina di botte al naturale posta in palo; nel 2° d'oro, a tre pigne al naturale, il gambo in basso, ordinate in fascia (citato in (34)) |
|        | Spinelli (Napoli, Palermo) 3 stelle (6 raggi) di oro su fascia di rosso su oro (citato in LEOM) |
|        | Spinelli (Napoli, Roma, Acerra) 3 stelle (5 raggi) di argento su fascia di rosso su scudetto di oro posto sul petto di - una aquila coronata di nero su oro (citato in LEOM) |
|        | Spinelli (Cesena) (la blasonatura non è stata ancora caricata) (citato in BLCW) Immagine in Blasone Cesenate. |
|        | Spinelli dei Carbonesi (Verona, Padova) banda di nero infilante una corona di alloro di verde su oro (citato in LEOM) |
|        | Spinellini (Firenze) D'argento, alla branca di leone d'azzurro posta in banda (citato in (19)) |
|        | Spinetti (Firenze) D'argento, al fascio di ramoscelli spinosi al naturale (citato in (19)) |
|        | Spinetti del Lion d'Oro (Firenze) D'azzurro, a tre rami di rosaio di verde, fioriti ciascuno di un pezzo di rosso, nodriti sulla cima di un monte di sei cime d'oro (citato in (19)) |
|        | Spingardi (Felizzano, Roma, Spigno Monferrato) Titolo: conti Troncato, al 1 di rosso, a tre covoni d'oro ordinati in fascia, al 2° d'azzurro, alla colomba d'argento, ferma e accostata da due stelle (8) d'oro, con il capo d'argento, carico di un'aquila coronata di nero (citato in (23)) 3 fasci di grano (covoni) di oro posti in fascia sul rosso del troncato di rosso e di azzurro - colomba ferma di argento accompagnata ai lati da - 2 stelle (8 raggi) di oro sull'azzurro - aquila coronata di nero su argento in capo (citato in LEOM) |
|        | Spini (Firenze) Fasciato ondato d'oro e di rosso (citato in (19)) |
|        | Spini (Toscana) (DE) In Rot 4 goldene Wellenbalken (citato in KHIF) |
|        | Spini (Bergamasco) ramo di rovo di verde fiorito di rosso di 5 pezzi su argento (citato in LEOM) |
|        | Spini (Bergamasco) filetto in palo di rosso su - squadra di argento su troncato di azzurro e di rosso - pianta di spine di nero uscente dalla partizione nodrita su terrazzo di verde uscente dalla punta su argento (citato in LEOM) |
|        | Spini (Bergamasco) pianta sradicata di rovo al naturale fogliata di verde e fiorita di 3 pezzi di rosso su argento (citato in LEOM) |
|        | Spini (Bergamasco) squadra di argento su troncato di azzurro e di rosso (nella prima partizione) - partito di nero pieno (citato in LEOM) |
|        | Spini (Bergamasco) albero cipresso di verde nodrito su terrazzo dello stesso uscente dalla punta su oro - squadra di argento su troncato di azzurro e di rosso (nella seconda partizione) (citato in LEOM) |
|        | Spini (Bergamasco) 3 monti al naturale di verde uscenti dalla punta il centrale cimato da una aquila di nero coronata di oro su oro (citato in LEOM) |
|        | Spini (Bergamasco) filetto in palo di rosso su - squadra di argento su troncato di azzurro e di rosso - albero uscente dalla partizione di verde su azzurro - 3 quadrifogli di oro su fascia di rosso su azzurro accompagnati da - un giglio di oro in alto su azzurro e da - corona di oro in basso su azzurro (citato in LEOM) |
|        | Spinola (Messina, Palermo, Trapani) d'oro, alla fascia scaccata di rosso e d'argento, di tre file, sostenente una spina di botte di rosso, in palo (citato in (5) – pag. 164) D'oro, alla fascia scaccata di tre file d'argento e di rosso, sostenente una spina di botte di rosso, posta in palo (citato in (19)) d'oro, alla fascia scaccata d'argento e di rosso di tre file, sormontata da una spinola di botte (spilla da' Toscani) di rosso, posta in palo (citato in Mango e in (28)) Cimiero: una fede movente ciascuna mano da una nuvola, il tutto al naturale Motto: Fecerunt me et plasmaverunt me Notizie storiche in Famiglie nobili di Sicilia. |
|        | Spinola (Molfetta) D'oro alla fascia scaccata di tre file d'argento e di rosso, sormontata da una spina di botte dello stesso, gigliata, posta in palo (citato in DAlena) d'oro, alla fascia scaccata d'argento e di rosso di 3 file, sostenente una spina di botte di rosso Motto: Victoria prudentia et fortitudine (citato in e in (26)) |
|        | Spinola (Genova, Rapallo, Sanremo, Torino, Roma, Viterbo) Titolo: marchesi di Farigliano, Garessio, Lerma, Molare, Morbello, Mornese, Spigno, Villavernia; conti di Tassarolo; signori di Belforte, Bistagno, Brignano Curone, Cantalupo, Carrosio, Casaleggio Boiro, Casalnoceto, Cassano Spinola, Cassinelle, Castel de' Rati, Denice, Francavilla, Frascata, Frugarolo, Gorrino, Lu, Monastero Bormida, Moncalvo, Monatcuto, Montemarsino, Paderno, Pasturana, Pontecurone, Prasco, Tagliolo, Torcello, Torre de' Rati, Torre Uzzone, Torrione, Valle Scrivia, Vignale, Voltaggio; consignori di Cortemilia D'oro, alla fascia scaccata d'argento e di rosso, sostenente una spina di botte, di rosso (citato in (23)) fascia scaccata di argento e di rosso (3file) su oro sormontata da - una spina di botte di rosso (citato in LEOM) alias D'oro, alla fascia scaccata d'argento e di rosso, sostenente una spina d'albero, di verde Motto: Fecerunt me et plasmaverunt me (citato in (23)) |
|        | Spinola (Ovada) D'oro, alla fascia scaccata di tre file d'argento e di rosso, sormontata da una spina di botte di rosso, posta in palo (citato in (34)) |
|        | Spinola (Cesena) (la blasonatura non è stata ancora caricata) (citato in BLCW) Immagine in Blasone Cesenate. |
|        | Spinosa (Messina) leone rampante di oro contro - un ramo spinoso al naturale tutto su azzurro (citato in LEOM) |
|        | Spinosa (Cesena) (la blasonatura non è stata ancora caricata) (citato in BLCW) Immagine in Blasone Cesenate. |
|        | Spinotto (Sicilia) Titolo: barone di Marcatobianco d'oro, al tronco d'albero spinoso al naturale (citato in Mango e in (28)) tronco di albero sradicato e interamente ricoperto di spine al naturale su oro (citato in LEOM) Notizie storiche in Famiglie nobili di Sicilia. |
|        | Spiriti (Firenze) Scagliato d'azzurro e d'oro (citato in (19)) |
|        | Spiriti (Napoli, Cosenza) Titolo: patrizio di Cosenza, duca di Castelnuovo D'argento a 3 pali d'azzurro. Il capo partito: nel 1° d'oro all'aquila di nero nascente dalla partizione; nel 2° d'azzurro a 3 gigli d'oro (citato in DAlena) alias d'argento a tre pali d'azzurro, col capo partito a destra d'oro alla mezza aquila di nero, a sinistra d'azzurro ad un mezzo seguito da altri due gigli, il tutto d'oro (citato in (24)) 3 pali di azzurro su argento - capo partito di oro e di azzurro - l'oro caricato da mezza aquila bicipite di nero - l'azzurro caricato da 2 gigli e mezzo di oro posti in fascia (citato in LEOM) |
|        | Spiriti (Cosenza) d'argento a tre pali d'azzurro. Il capo partito: il 1º d'oro all'aquila di nero nascente dalla partizione; il 2º d'azzurro a due gigli d'oro (citato in BLCL) |
|        | Spiriti (Viterbo) (la blasonatura non è stata ancora caricata) (immagine dello Stemmario reale di Baviera.) |
|        | Spitaleri (Catania) Titolo: signore di Pietrabianca; barone di Muglia di rosso, al leone tenente colle zampe anteriori, e per la lama, una spada alta; il leone sostenuto dalla pianura ondulata e fissante un sole orizzontale a destra; il tutto d'oro (citato in Mango e in (28)) Notizie storiche in Famiglie nobili di Sicilia. |
|        | Spitaleri (Catania) leone rampante di oro afferrante con le zampe anteriori una spada in palo punta al basso dello stesso posto su - terrazzo ondulato di oro uscente dalla punta e mirante - sole raggiante di oro posto nel canton sinistro del capo su rosso (citato in LEOM) |
|        | Spitalieri o Spitalier (Nizza (Francia)) Titolo: conti di Cessole, Castelnuovo D'azzurro, al pellicano nel nido, d'argento, con la pietà di rosso, sormontato da tre stelle d'oro, ordinate in fascia (citato in (23)) pellicano nel suo nido di argento con la pietà di rosso su azzurro - 3 stelle (5 raggi) di oro poste in fascia in alto su azzurro (citato in LEOM) Motto: Amor et charitas |
|        | Spitalieri (Adernò, Catania) Titolo: barone di Muglia, signore di Sollicchiara, signore di Pietrabianca di rosso al leone tenente con le branche anteriori e per la lama una spada in palo e movente dalla pianura fissante il sole all'orizzonte il tutto d'oro (citato in (24)) |

### Spo
| Stemma | Casato e blasonatura |
| ------ | --- |
|        | Spoliti (Tropea) (LA) (la blasonatura non è stata ancora caricata) (citato in BLCL) Notizie storiche in Tropea Magazine. |
|        | Spontoni (Siena) Di rosso, alla spada bassa posta in banda d'argento (citato in (19)) |
|        | Spor o Spaur (Castel Valer) 2 leoni rampanti affrontati alla tedesca di rosso coda bifida tenenti nelle zampe anteriori una doppia coppa di oro su argento - fascia di rosso su scaccato di argento e di azzurro (citato in LEOM) |
|        | Spoto (Cattolica Eraclea) Titolo: barone di Salici, signore di Solacio d'azzurro a due leoni coronati, affrontanti, sostenenti una spada, accompagnati da tre stelle (8) il tutto d'oro (citato in (24), in Mango e in (28)) 2 leoni controrampanti coronati di oro afferranti con le zampe anteriori una spada dello stesso posta in palo punta in alto su azzurro - 3 stelle (8 raggi) di oro poste 2,1 in alto su azzurro (citato in LEOM) alias D'azzurro, con due leoni coronati d'oro affrontati e controrampanti ad un albero al naturale (citato in (28)) Notizie storiche in Famiglie nobili di Sicilia. Ulteriori notizie storiche in Famiglie nobili di Sicilia. |

### Spr
| Stemma | Casato e blasonatura |
| ------ | --- |
|        | Sprani (Cesena) (la blasonatura non è stata ancora caricata) (citato in BLCW) Immagine in Blasone Cesenate. |
|        | Spreca (Viterbo) fascia di rosso accompagnata da - 3 pigne di oro poste 2,1 su azzurro (citato in LEOM) |
|        | Spreca (Viterbo) (la blasonatura non è stata ancora caricata) (immagine dello Stemmario reale di Baviera.) |
|        | Spreti d'argento, partito, nel 1º d'oro alla felce di verde, nodrita nella cima centrale del monte di tre cime ordinate in fascia, d'argento (citato in (5) – pag. 106) |
|        | Spreti (arme di parentela) partito di tre, troncato di tre: 1 d'oro all'aquila di nero, membrata, rostrata e coronata d'oro, troncato di rosso, al leone d'oro (Isei); 2 d'azzurro al leone nascente d'oro, col capo cucito d'Angiò, abbassato sotto il capo dell'Impero (Pantaleoni); 3 d'azzurro, al monte di sei cime d'argento, con due garofani d'oro, gambuti di verde, nodriti dalle cime laterali del monte, movente dal mare d'argento in punta, cimato dall'aquila di nero (Banchieri); 4 d'oro, al leone troncato di rosso, e d'argento (Vaini); 5 d'azzurro a sei stelle (6) (d'oro?) poste 3.2.1. (Artusini); 6 d'azzurro, al gatto rampante d'argento, attraversato da un filetto cucito di rosso, col capo cucito d'azzurro, al lambello di rosso, di quattro pendenti, sormontante nello spazio centrale la tiara pontificia con le infule e le chiavi decussate d'oro, e negli spazi laterali due gigli, pure d'oro (Niccolini Sirigatti); 7 d'oro, alla banda trinciata di rosso e d'azzurro, sostenente una colomba d'argento, membrata e imbeccata di rosso (Lovatelli); 8 troncato d'argento al carro di rosso, e d'azzurro, alla banda di rosso, bordata d'oro; col capo d'Angiò (Carradori); 9 d'oro all'aquila bicipite spiegata di nero, membrata e rostrata d'oro, troncato scaccato di nero e d'argento, alla fascia diminuita di rosso, caricata di due merlotti d'argento posta sopra la troncatura (Catti); 10 d'azzurro, alla banda d'oro, accompagnata da due ruote d'argento (Bianchi); 11 d'argento, a due fasce di rosso, caricate ciascuna di un crescente montante d'argento (Lunardi); 12 d'oro, al monte di sei cime di verde, sostenente un capro d'argento saliente su di esso (Bartolini Baldelli); 13 d'oro, a tre radici recise e sradicate di verde (Raisi); 14 di rosso, a tre crescenti montanti d'argento (Balugoli); 15 d'oro, al semivolo sinistro spiegato di nero, sostenuto da un artiglio d'oro (Monaldini); 16 d'azzurro, al monte di tre cime d'argento, ordinate in fascia, quella di mezzo più alta, le altre cimate ciascuna da un giglio d'oro (Sassatelli). Sopra il tutto lo scudetto d'argento, partito, nel 1º d'oro alla felce di verde, nodrita nella cima centrale del monte di tre cime ordinate in fascia, d'argento (Spreti); 2º d'oro, all'aquila di nero, membrata, rostrata e coronata d'oro, afferrante un cervo dello stesso, con la testa rivoltata verso l'aquila, coricato sulla campagna di verde (Codronchi) (citato in (5) – pag. 106) |
|        | Spreti (Monaco di Baviera (Germania)) monte a 3 cime uscente dalla punta di argento cimato da una foglia di felce di verde posta in palo tutto su scudetto di oro su - stambecco rampante nascente al naturale dalla partizione su oro - e su 2 scaglioni di nero su oro (citato in LEOM) |
|        | Spreti (Milano, Ravenna, Pesaro, Roma, Monaco di Baviera (Germania)) monte a 3 cime uscente dalla punta di argento cimato da una foglia di felce di verde posta in palo su oro (citato in LEOM) |
|        | Spreti (Cesena) (la blasonatura non è stata ancora caricata) (citato in BLCW) Immagine in Blasone Cesenate. |
|        | Spreti Casali partito, nel primo d'oro, alla felce di verde, nodrita sulla cima più alta di un monte di tre cime d'argento, movente dalla punta; nel secondo d'azzurro, alla torre murata d'argento, torricellata dello stesso, aperta d'oro, cimata da un uccello posato d'argento (citato in (5) – pag. 102) |
|        | Sproni (Pisa, Livorno) Partito: nel 1° di verde, alla gamba umana recisa alla coscia, armata al naturale e guarnita d'oro; nel 2° di rosso, allo sperone d'oro posto in palo con la speronella in alto, e legato d'argento alias Partito: nel 1° d'azzurro, alla gamba umana recisa alla coscia, armata al naturale e guarnita d'oro; nel 2° di rosso, allo sperone d'oro posto in palo con la speronella in alto, e legato d'argento (citato in (19)) |
|        | Sprovieri (Acri in Calabria) Titolo: nobili d'argento alla banda di rosso, accompagnata in capo da tre stelle d'oro, ed in punta da uno sparviero al naturale (citato in (24)) banda di rosso su argento - 3 stelle (5 raggi) di oro poste in fascia in alto a destra - uccello sparviero al naturale di profilo in basso a sinistra (citato in LEOM) |

### Spu
| Stemma | Casato e blasonatura |
| ------ | --- |
|        | Spucches (Sicilia) Titolo: barone di Calamonaci, Kaggi; duca di S. Stefano di Briga, S. Stefano, Caccamo; principe di Galati d'azzurro col monte di tre cime d'oro, sormontato da un giglio del medesimo (citato in (28)) Lo scudo accollato delle croci di Malta e di Montesa, cimate da un vescovo vestito di bianco e mitrato tenente colla sinistra lo stendardo dell'ordine di Montesa. Tenenti: due guerrieri portanti le bandiere dei due ordini. Corona e mantello di principe Notizie storiche in Famiglie nobili di Sicilia. |
|        | Spuntone (Pisa) Troncato: nel 1° di rosso, al leone d'argento coronato d'oro, tenente una picca dello stesso; nel 2° scaccato d'oro e d'azzurro (citato in (19)) |